# فیلیپ د بروکا
فیلیپ د بروکا (فرانسوی: Philippe de Broca‎; ۱۵ مارس ۱۹۳۳ – ۲۶ نوامبر ۲۰۰۴) کارگردان و فیلم‌نامه‌نویس اهل فرانسه بود.
از فیلم‌هایی که در آن نقش داشته‌است می‌توان به چهارصد ضربه، کارتوش، سرژ خوش‌تیپ اشاره کرد.